# Ars Amatoria

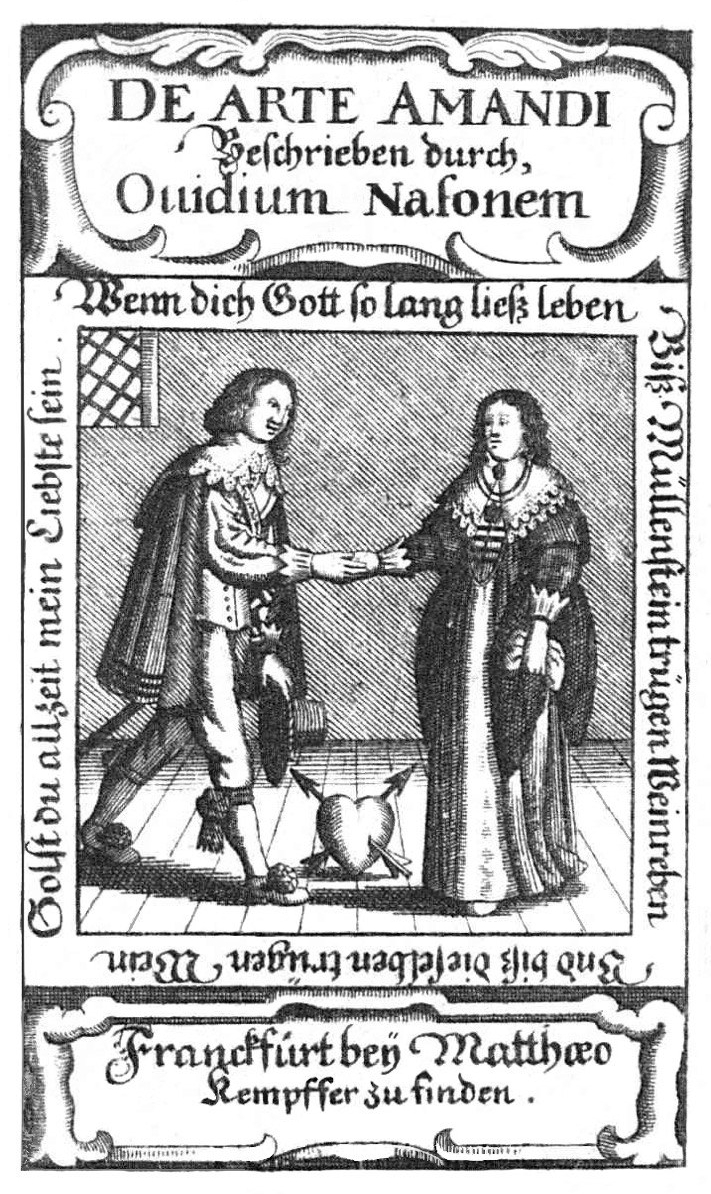

A Arte de Amar ("Ars Amatoria", em latim) é uma série de três livros do poeta romano Ovídio. Escrita em versos, tem como tema a arte da sedução. Os primeiros dois volumes da série, escritos entre 1 a.C. e 1 d.C., falam 'sobre conquistar os corações das mulheres' e 'como manter a amada', respectivamente. O terceiro livro, dirigido às mulheres e ensinando-as como atrair os homens, foi escrito depois.
A publicação da Arte de Amar pode ter sido ao menos em parte responsável por Ovídio ter sido banido de Roma pelo imperador Augusto. A celebração do amor extraconjugal pode ter sido tomada como uma afronta intolerável a um regime que promovia os 'valores da família'.
Para o leitor moderno, parte do interesse no poema está nos vívidos registros da vida cotidiana da Roma Antiga.